# ملیکوکا
ملیکوکا (به ایتالیایی: Melicuccà) یک کومونه در ایتالیا است که در استان رجو کالابریا واقع شده‌است. ملیکوکا ۱۷٫۲ کیلومتر مربع مساحت و ۱٬۰۲۸ نفر جمعیت دارد.